# César a la millor pel·lícula estrangera
El César a la millor pel·lícula estrangera (en francès César du Meilleur Film Étranger) és un premi cinematogràfic francès atorgat per l'Acadèmia de les Arts i Tècniques del Cinema de França. El primer lliurament del guardó va ser el 3 d'abril de 1976, al Palau dels Congressos de París.
Segons el reglament de l'Acadènia, poden optar a aquest premi aquelles pel·lícules estrenades l'any anterior a França i que, per raons de nacionalitat de producció, no puguin ser escollides com César a la millor pel·lícula.

## Palmarès
- Font: Pàgina oficial del premi

### Dècada del 1970
| Any                             | Títol original                       | Títol en català | Director     | País |
| ------------------------------- | ------------------------------------ | --------------- | ------------ | ---- |
| 1976                            |                                      |                 |              |      |
| Profumo di donna                | Perfum de dona                       | Dino Risi       | Estats Units |      |
| Aguirre, der Zorn Gottes        | Aguirre, la còlera de Déu            | Werner Herzog   | Alemanya     |      |
| Trollflöjten                    | -                                    | Ingmar Bergman  | Suècia       |      |
| Nashville                       | Nashville                            | Robert Altman   | Estats Units |      |
| 1977                            |                                      |                 |              |      |
| C'eravamo tanto amati           | Ens havíem estimat tant              | Ettore Scola    | Itàlia       |      |
| Barry Lyndon                    | -                                    | Stanley Kubrick | Estats Units |      |
| Cría cuervos                    | -                                    | Carlos Saura    | Espanya      |      |
| One Flew Over the Cuckoo's Nest | Algú va volar sobre el niu del cucut | Milos Forman    | Estats Units |      |
| 1978                            |                                      |                 |              |      |
| Una giornata particolare        | Una jornada particular               | Ettore Scola    | Itàlia       |      |
| Der Amerikanische Freund        | -                                    | Wim Wenders     | Alemanya     |      |
| Annie Hall                      | Annie Hall                           | Woody Allen     | Estats Units |      |
| Pane e cioccolata               | Pa i xocolata                        | Franco Brusati  | Itàlia       |      |
| 1979                            |                                      |                 |              |      |
| L'albero degli zoccoli          | L'arbre dels esclops                 | Ermanno Olmi    | Itàlia       |      |
| Julia                           | Julia                                | Fred Zinnemann  | Estats Units |      |
| Höstsonaten                     | Sonata de tardor                     | Ingmar Bergman  | Suècia       |      |
| A Wedding                       | Un dia de boda                       | Robert Altman   | Estats Units |      |

### Dècada del 1980
| Any                                               | Títol original                   | Títol en català               | Director     | País |
| ------------------------------------------------- | -------------------------------- | ----------------------------- | ------------ | ---- |
| 1980                                              |                                  |                               |              |      |
| Manhattan                                         | Manhattan                        | Woody Allen                   | Estats Units |      |
| Apocalypse Now                                    | Apocalypse Now                   | Francis Ford Coppola          | Estats Units |      |
| Hair                                              | Hair                             | Milos Forman                  | Estats Units |      |
| Die Blechtrommel                                  | El timbal de llauna              | Volker Schlöndorff            | Alemanya     |      |
| 1981                                              |                                  |                               |              |      |
| 影武者                                            | Kagemusha                        | Akira Kurosawa                | Japó         |      |
| Fame                                              | Fama                             | Alan Parker                   | Estats Units |      |
| Kramer vs. Kramer                                 | Kramer contra Kramer             | Robert Benton                 | Estats Units |      |
| The Rose                                          | La rosa                          | Mark Rydell                   | Estats Units |      |
| 1982                                              |                                  |                               |              |      |
| The Elephant Man                                  | L'home elefant                   | David Lynch                   | Estats Units |      |
| Raiders of the Lost Ark                           | A la recerca del arca perdud     | Steven Spielberg              | Estats Units |      |
| Die Fälschung                                     | Cercle d'enganys                 | Volker Schlöndorff            | Alemanya     |      |
| Człowiek z żelaza                                 | -                                | Andrzej Wajda                 | Polònia      |      |
| 1983                                              |                                  |                               |              |      |
| Victor/Victoria                                   | Víctor, Victòria                 | Blake Edwards                 | Estats Units |      |
| E.T. the extra-terrestrial                        | ET, l'extraterrestre             | Steven Spielberg              | Estats Units |      |
| The French Lieutenant's Woman                     | La dona del tinent francès       | Karel Reisz                   | Regne Unit   |      |
| Yol                                               | -                                | Yılmaz Güney                  | Turquia      |      |
| 1984                                              |                                  |                               |              |      |
| Fanny och Alexander                               | Fanny i Alexander                | Ingmar Bergman                | Suècia       |      |
| Carmen                                            | -                                | Carlos Saura                  | Espanya      |      |
| The Gods Must Be Crazy                            | Els déus deuen estar bojos       | Jamie Uys                     | Sud-àfrica   |      |
| Tootsie                                           | Tootsie                          | Sydney Pollack                | Estats Units |      |
| 1985                                              |                                  |                               |              |      |
| Amadeus                                           | Amadeus                          | Milos Forman                  | Estats Units |      |
| Greystoke: The Legend of Tarzan, Lord of the Apes | Greystoke, la llegenda de Tarzan | Hugh Hudson                   | Regne Unit   |      |
| Maria's Lovers                                    | Els amants de Maria              | Andrei Mikhalkov-Kontxalovski | Estats Units |      |
| 'Paris, Texas                                     | París, Texas                     | Wim Wenders                   | Alemanya     |      |
| 1986                                              |                                  |                               |              |      |
| The Purple Rose of Cairo                          | La rosa porpra del Caire         | Woody Allen                   | Estats Units |      |
| Year of the Dragon                                | Manhattan sud                    | Michael Cimino                | Estats Units |      |
| The Killing Fields                                | Els crits del silenci            | Roland Joffé                  | Regne Unit   |      |
| 乱                                                | Ran                              | Akira Kurosawa                | Japó         |      |
| Desperately Seeking Susan                         | Buscant la Susan desesperadament | Susan Seidelman               | Estats Units |      |
| 1987                                              |                                  |                               |              |      |
| Der Name der Rose                                 | El nom de la rosa                | Jean-Jacques Annaud           | Alemanya     |      |
| After Hours                                       | Quina nit!                       | Martin Scorsese               | Estats Units |      |
| Hannah and Her Sisters                            | Hannah i les seves germanes      | Woody Allen                   | Estats Units |      |
| The Mission                                       | La missió                        | Roland Joffé                  | Regne Unit   |      |
| Out of Africa                                     | -                                | Sydney Pollack                | Estats Units |      |
| 1988                                              |                                  |                               |              |      |
| The Last Emperor                                  | L'últim emperador                | Bernardo Bertolucci           | Regne Unit   |      |
| Der Himmel über Berlin                            | -                                | Wim Wenders                   | Alemanya     |      |
| The Untouchables                                  | Els intocables d'Elliot Ness     | Brian de Palma                | Estats Units |      |
| Intervista                                        | -                                | Federico Fellini              | Itàlia       |      |
| Oci ciornie                                       | Ulls negres                      | Nikita Mikhalkov              | Itàlia       |      |
| 1989                                              |                                  |                               |              |      |
| Out of Rosenheim                                  | -                                | Percy Adlon                   | Alemanya     |      |
| Bird                                              | Bird                             | Clint Eastwood                | Estats Units |      |
| Who Framed Roger Rabbit                           | Qui ha enredat en Roger Rabbit?  | Robert Zemeckis               | Estats Units |      |
| Salaam Bombay!                                    | -                                | Mira Nair                     | Índia        |      |

### Dècada del 1990
| Any                           | Títol original                   | Títol en català     | Director       | País |
| ----------------------------- | -------------------------------- | ------------------- | -------------- | ---- |
| 1990                          |                                  |                     |                |      |
| Dangerous Liaisons            | Les amistats perilloses          | Stephen Frears      | Regne Unit     |      |
| Nuovo cinema Paradiso         | Cinema Paradiso                  | Giuseppe Tornatore  | Itàlia         |      |
| Rain Man                      | Rain Man                         | Barry Levinson      | Estats Units   |      |
| Sex, Lies, and Videotape      | Sexe, mentides i cintes de vídeo | Steven Soderbergh   | Estats Units   |      |
| Dom za vešanje                | -                                | Emir Kusturica      | Iugoslàvia     |      |
| 1991                          |                                  |                     |                |      |
| Dead Poets Society            | El club dels poetes morts        | Peter Weir          | Estats Units   |      |
| Un dels nostres               | Goodfellas                       | Martin Scorsese     | Estats Units   |      |
| ¡Átame!                       | -                                | Pedro Almodóvar     | Espanya        |      |
| Pretty Woman                  | -                                | Garry Marshall      | Estats Units   |      |
| Такси-блюз                    | Taxi Blues                       | Pável Lunguín       | Unió Soviètica |      |
| 1992                          |                                  |                     |                |      |
| Toto le héros                 | -                                | Jaco Van Dormael    | Bèlgica        |      |
| Alice                         | Alice                            | Woody Allen         | Estats Units   |      |
| Dances with Wolves            | Ballant amb llops                | Kevin Costner       | Estats Units   |      |
| The Silence of the Lambs      | El silenci dels anyells          | Jonathan Demme      | Estats Units   |      |
| Thelma and Louise             | Thelma i Louise                  | Ridley Scott        | Estats Units   |      |
| 1993                          |                                  |                     |                |      |
| Tacones lejanos               | -                                | Pedro Almodóvar     | Espanya        |      |
| L'amant                       | -                                | Jean-Jacques Annaud | Regne Unit     |      |
| Husbands and Wives            | Marits i mullers                 | Woody Allen         | Estats Units   |      |
| Howards End                   | Retorn a Howards End             | James Ivory         | Regne Unit     |      |
| The Player                    | El joc de Hollywood              | Robert Altman       | Estats Units   |      |
| 1994                          |                                  |                     |                |      |
| The Piano                     | El piano                         | Jane Campion        | Nova Zelanda   |      |
| 霸王别姬                      | Adéu a la meva concubina         | Chen Kaige          | Xina           |      |
| Manhattan Murder Mystery      | Misteriós assassinat a Manhattan | Woody Allen         | Estats Units   |      |
| Raining Stones                | Plouen pedres                    | Ken Loach           | Regne Unit     |      |
| The Snapper                   | Cafè irlandès                    | Stephen Frears      | Regne Unit     |      |
| 1995                          |                                  |                     |                |      |
| Four Weddings and a Funeral   | Quatre bodes i un funeral        | Mike Newell         | Regne Unit     |      |
| Caro diario                   | Caro diario                      | Nanni Moretti       | Itàlia         |      |
| Schindler's List              | La llista de Schindler           | Steven Spielberg    | Estats Units   |      |
| Pulp Fiction                  | Pulp Fiction                     | Quentin Tarantino   | Estats Units   |      |
| Short Cuts                    | Vides encreuades                 | Robert Altman       | Estats Units   |      |
| 1996                          |                                  |                     |                |      |
| Land and Freedom              | Terra i llibertat                | Ken Loach           | Regne Unit     |      |
| Smoke                         | -                                | Wayne Wang          | Estats Units   |      |
| The Bridges of Madison County | Els ponts de Madison             | Clint Eastwood      | Estats Units   |      |
| Подземље                      | Underground                      | Emir Kusturica      | Iugoslàvia     |      |
| Usual suspects                | Sospitosos habituals             | Bryan Singer        | Estats Units   |      |
| 1997                          |                                  |                     |                |      |
| Breaking the Waves            | Trencant les onades              | Lars von Trier      | Dinamarca      |      |
| Il postino                    | El carter (i Pablo Neruda)       | Michael Radford     | Itàlia         |      |
| Fargo                         | Fargo                            | Joel i Ethan Coen   | Estats Units   |      |
| La Promesse                   | -                                | Germans Dardenne    | Bèlgica        |      |
| Secrets and Lies              | Secrets i mentides               | Mike Leigh          | Regne Unit     |      |
| 1998                          |                                  |                     |                |      |
| Brassed Off                   | Tocant el vent                   | Mark Herman         | Regne Unit     |      |
| はなび                        | Hana-bi                          | Takeshi Kitano      | Japó           |      |
| The English Patient           | El pacient anglès                | Anthony Minghella   | Regne Unit     |      |
| The Full Monty                | -                                | Peter Cattaneo      | Regne Unit     |      |
| Everyone Says I Love You      | Tothom diu "I love you"          | Woody Allen         | Estats Units   |      |
| 1999                          |                                  |                     |                |      |
| La vita è bella               | La vida és bella                 | Roberto Benigni     | Itàlia         |      |
| Central do Brasil             | Estació Central de Brasil        | Walter Salles       | Brasil         |      |
| Festen                        | -                                | Thomas Vinterberg   | Dinamarca      |      |
| Saving Private Ryan           | Salvem el soldat Ryan            | Steven Spielberg    | Estats Units   |      |
| Titanic                       | -                                | James Cameron       | Estats Units   |      |

### Dècada del 2000
| Any                                   | Títol original            | Títol en català                  | Director             | País |
| ------------------------------------- | ------------------------- | -------------------------------- | -------------------- | ---- |
| 2000                                  |                           |                                  |                      |      |
| Todo sobre mi madre                   | -                         | Pedro Almodóvar                  | Espanya              |      |
| Being John Malkovich                  | -                         | Spike Jonze                      | Estats Units         |      |
| Eyes Wide Shut                        | Eyes Wide Shut            | Stanley Kubrick                  | Estats Units         |      |
| Ghost Dog: The Way of the Samurai     | -                         | Jim Jarmusch                     | Estats Units         |      |
| The Thin Red Line                     | -                         | Terrence Malick                  | Estats Units         |      |
| 2001                                  |                           |                                  |                      |      |
| 花样年华                              | Desitjant estimar         | Wong Kar-wai                     | Hong Kong            |      |
| Yi Yi                                 | Yi Yi                     | Edward Yang                      | República de la Xina |      |
| American Beauty                       | American Beauty           | Sam Mendes                       | Estats Units         |      |
| Billy Elliot                          | Billy Elliot              | Stephen Daldry                   | Regne Unit           |      |
| Dancer in the Dark                    | Ballar en la foscor       | Lars von Trier                   | Dinamarca            |      |
| 2002                                  |                           |                                  |                      |      |
| Mullholland Dr.                       | Mulholland Drive          | David Lynch                      | Estats Units         |      |
| Moulin Rouge!                         | Moulin Rouge!             | Baz Luhrmann                     | Austràlia            |      |
| The Man Who Wasn't There              | -                         | Joel Coen                        | Estats Units         |      |
| Traffic                               | Traffic                   | Steven Soderbergh                | Estats Units         |      |
| La stanza del figlio                  | L'habitació del fill      | Nanni Moretti                    | Itàlia               |      |
| 2003                                  |                           |                                  |                      |      |
| Bowling for Columbine                 | -                         | Michael Moore                    | Estats Units         |      |
| 취화선                                | Chihwaseon                | Im Kwon-taek                     | Corea del Sud        |      |
| 千と千尋の神隠し                      | El viatge de Chihiro      | Hayao Miyazaki                   | Japó                 |      |
| Minority Report                       | -                         | Steven Spielberg                 | Estats Units         |      |
| Ocean's Eleven                        | Ocean's Eleven            | Steven Soderbergh                | Estats Units         |      |
| 2004                                  |                           |                                  |                      |      |
| Mystic River                          | Mystic River              | Clint Eastwood                   | Estats Units         |      |
| The Hours                             | Les hores                 | Stephen Daldry                   | Regne Unit           |      |
| Gangs of New York                     | Gangs of New York         | Martin Scorsese                  | Estats Units         |      |
| Elephant                              | Elephant                  | Gus Van Sant                     | Estats Units         |      |
| Возвращение                           | El retorn                 | Andrei Zviàguintsev              | Rússia               |      |
| 2005                                  |                           |                                  |                      |      |
| Lost in Transltion                    | Lost in Translation       | Sofia Coppola                    | Estats Units         |      |
| 21 grams                              | 21 grams                  | Alejandro González Iñárritu      | Estats Units         |      |
| Fahrenheit 9/11                       | -                         | Michael Moore                    | Estats Units         |      |
| Diarios de motocicleta                | -                         | Walter Salles                    | Brasil               |      |
| Eternal Sunshine of the Spotless Mind | Oblida't de mi            | Michel Gondry                    | Estats Units         |      |
| 2006                                  |                           |                                  |                      |      |
| Million Dollar Baby                   | Million Dollar Baby       | Clint Eastwood                   | Estats Units         |      |
| ללכת על המים                          | Walk on Water             | Eytan Fox                        | Israel               |      |
| Mar adentro                           | Mar adentro               | Alejandro Amenábar               | Espanya              |      |
| Match Point                           | Match Point               | Woody Allen                      | Estats Units         |      |
| A History of Violence                 | Una història de violència | David Cronenberg                 | Estats Units         |      |
| 2007                                  |                           |                                  |                      |      |
| Little Miss Sunshine                  | Petita Miss Sunshine      | Jonathan Dayton i Valerie Faris  | Estats Units         |      |
| Brokeback Mountain                    | Brokeback Mountain        | Ang Lee                          | Estats Units         |      |
| Volver                                | -                         | Pedro Almodóvar                  | Espanya              |      |
| The Queen                             | La reina                  | Stephen Frears                   | Regne Unit           |      |
| Babel                                 | -                         | Alejandro González Iñárritu      | Estats Units         |      |
| 2008                                  |                           |                                  |                      |      |
| Das Leben der Anderen                 | La vida dels altres       | Florian Henckel von Donnersmarck | Alemanya             |      |
| 4 luni, 3 saptamini si 2 zile         | -                         | Cristian Mungiu                  | Romania              |      |
| Auf der anderen Seite                 | -                         | Fatih Akin                       | Alemanya             |      |
| We Own the Night                      | La nit és nostra          | James Gray                       | Estats Units         |      |
| Eastern Promises                      | Promeses de l'est         | David Cronenberg                 | Canadà               |      |
| 2009                                  |                           |                                  |                      |      |
| Vals Im Bashir                        | Vals amb Bashir           | Ari Folman                       | Israel               |      |
| Eldorado                              | -                         | Bouli Lanners                    | Bèlgica              |      |
| Gomorra                               | Gomorra                   | Matteo Garrone                   | Itàlia               |      |
| Into the Wild                         | Enmig de la Natura        | Sean Penn                        | Estats Units         |      |
| Le Silence de Lorna                   | -                         | Germans Dardenne                 | Bèlgica              |      |
| There Will Be Blood                   | Pous d'ambició            | Paul Thomas Anderson             | Estats Units         |      |
| Two Lovers                            | Dos amants                | James Gray                       | Estats Units         |      |

### Dècada del 2010
| Any                                       | Títol original                            | Títol en català                 | Director     | País |
| ----------------------------------------- | ----------------------------------------- | ------------------------------- | ------------ | ---- |
| 2010                                      |                                           |                                 |              |      |
| Gran Torino                               | Gran Torino                               | Clint Eastwood                  | Estats Units |      |
| Avatar                                    | -                                         | James Cameron                   | Estats Units |      |
| Milk                                      | Em dic Harvey Milk                        | Gus Van Sant                    | Estats Units |      |
| J'ai tué ma mère                          | -                                         | Xavier Dolan                    | Canadà       |      |
| Panique au village                        | Pànic a la granja                         | Stéphane Aubier i Vincent Patar | Bèlgica      |      |
| Das weiße Band                            | -                                         | Michael Haneke                  | Alemanya     |      |
| Slumdog Millionaire                       | Slumdog Millionaire                       | Danny Boyle                     | Regne Unit   |      |
| 2011                                      |                                           |                                 |              |      |
| The Social Network                        | La xarxa social                           | David Fincher                   | Estats Units |      |
| Inception                                 | Origen                                    | Christopher Nolan               | Estats Units |      |
| Invictus                                  | Invictus                                  | Clint Eastwood                  | Estats Units |      |
| Bright Star                               | Bright Star                               | Jane Campion                    | Nova Zelanda |      |
| Les amours imaginaires                    | -                                         | Xavier Dolan                    | Canadà       |      |
| El secreto de sus ojos                    | -                                         | Juan José Campanella            | Argentina    |      |
| Illégal                                   | -                                         | Olivier Masset-Depasse          | Bèlgica      |      |
| 2012                                      |                                           |                                 |              |      |
| Jodaeiye Nader az Simin                   | Nader i Simin, una separació              | Asghar Farhadi                  | Iran         |      |
| Black Swan                                | ''El cigne negre                          | Darren Aronofsky                | Estats Units |      |
| The King's Speech                         | El discurs del rei                        | Tom Hooper                      | Regne Unit   |      |
| Drive                                     | -                                         | Nicolas Winding Refn            | Estats Units |      |
| Le Gamin au vélo                          | El nen de la bicicleta                    | Germans Dardenne                | Bèlgica      |      |
| Incendies                                 | Incendis                                  | Denis Villeneuve                | Canadà       |      |
| Melancholia                               | Melancolia                                | Lars Von Trier                  | Dinamarca    |      |
| 2013                                      |                                           |                                 |              |      |
| Argo                                      | Argo                                      | Ben Affleck                     | Estats Units |      |
| Rundskop                                  | Bullhead                                  | Michaël R. Roskam               | Bèlgica      |      |
| Laurence Anyways                          | -                                         | Xavier Dolan                    | Canadà       |      |
| Oslo, 31. august                          | -                                         | Joachim Trier                   | Noruega      |      |
| The Angels' Share                         | La part dels àngels                       | Ken Loach                       | Regne Unit   |      |
| En kongelig affære                        | -                                         | Nikolaj Arcel                   | Dinamarca    |      |
| À perdre la raison                        | Fins a perdre el senderi                  | Joachim Lafosse                 | Bèlgica      |      |
| 2014                                      |                                           |                                 |              |      |
| The Broken Circle Breakdown               | Alabama Monroe                            | Felix Van Groeningen            | Bèlgica      |      |
| Django Unchained                          | Django desencadenat                       | Quentin Tarantino               | Estats Units |      |
| Blancanieves                              | Blancaneu                                 | Pablo Berger                    | Espanya      |      |
| Blue Jasmine                              | Blue Jasmine                              | Woody Allen                     | Estats Units |      |
| Dead Man Talking                          | -                                         | Patrick Ridremont               | Bèlgica      |      |
| La grande bellezza                        | La gran bellesa                           | Paolo Sorrentino                | Itàlia       |      |
| Gravity                                   | Gravity                                   | Alfonso Cuarón                  | Estats Units |      |
| 2015                                      |                                           |                                 |              |      |
| Mommy                                     | Mommy                                     | Xavier Dolan                    | Canadà       |      |
| 12 Years a Slave                          | 12 anys d'esclavitud                      | Steve McQueen                   | Estats Units |      |
| Boyhood                                   | Boyhood                                   | Richard Linklater               | Estats Units |      |
| Deux jours, une nuit                      | Dos dies, una nit                         | Germans Dardenne                | Bèlgica      |      |
| Ida                                       | Ida                                       | Paweł Pawlikowski               | Polònia      |      |
| The Grand Budapest Hotel                  | The Grand Budapest Hotel                  | Wes Anderson                    | Estats Units |      |
| Kış Uykusu                                | -                                         | Nuri Bilge Ceylan               | Turquia      |      |
| 2016                                      |                                           |                                 |              |      |
| Birdman                                   | Birdman                                   | Alejandro González Iñárritu     | Estats Units |      |
| Saul fia                                  | El fill de Saül                           | László Nemes                    | Hongria      |      |
| Je suis mort mais j'ai des amis           | -                                         | Guillaume i Stéphane Malandrin  | Bèlgica      |      |
| Mia Madre                                 | Mia Madre                                 | Nanni Moretti                   | Itàlia       |      |
| Taxi Teheran                              | Taxi Teheran                              | Jafar Panahi                    | Iran         |      |
| Le Tout Nouveau Testament                 | El Nou Nou Testament                      | Jaco Van Dormael                | Bèlgica      |      |
| Youth                                     | Joventut                                  | Paolo Sorrentino                | Itàlia       |      |
| 2017                                      |                                           |                                 |              |      |
| I, Daniel Blake                           | Jo, Daniel Blake                          | Ken Loach                       | Regne Unit   |      |
| Aquarius                                  | Aquarius                                  | Kleber Mendonça Filho           | Brasil       |      |
| Baccalauréat                              | -                                         | Cristian Mungiu                 | Romania      |      |
| La fille inconnue                         | La noia desconeguda                       | Germans Dardenne                | Bèlgica      |      |
| Juste la fin du monde                     | Només la fi del món                       | Xavier Dolan                    | Canadà       |      |
| Manchester by the Sea                     | Manchester by the Sea                     | Kenneth Lonergan                | Estats Units |      |
| Toni Erdmann                              | Toni Erdmann                              | Maren Ade                       | Alemanya     |      |
| 2018                                      |                                           |                                 |              |      |
| Neliúbov                                  | -                                         | Andréi Zviáguintsev             | Rússia       |      |
| Ḥādiṯ an-Nīl Hīltūn                       | El Caire Confidencial                     | Tarik Saleh                     | Suècia       |      |
| Dunkerque                                 | Dunkerque                                 | Christopher Nolan               | Estats Units |      |
| L'échange des princesses                  | Canvi de reines                           | Marc Dugain                     | Bèlgica      |      |
| La La Land                                | La La Land                                | Damien Chazelle                 | Estats Units |      |
| Noces                                     | -                                         | Stephan Streker                 | Bèlgica      |      |
| The Square                                | The Square                                | Ruben Östlund                   | Suècia       |      |
| 2019                                      |                                           |                                 |              |      |
| Manbiki kazoku                            | Un assumpte de família                    | Hirokazu Koreeda                | Japó         |      |
| Three Billboards Outside Ebbing, Missouri | Three Billboards Outside Ebbing, Missouri | Martin McDonagh                 | Estats Units |      |
| Kafarnāḥūm                                | Cafarnaüm                                 | Nadine Labaki                   | Líban        |      |
| Zimna wojna                               | Guerra freda                              | Paweł Pawlikowski               | Polònia      |      |
| Girl                                      | Girl                                      | Lukas Dhont                     | Bèlgica      |      |
| Hannah                                    | -                                         | Andrea Pallaoro                 | Itàlia       |      |
| Nos batailles                             | -                                         | Guillaume Senez                 | Bèlgica      |      |

### Dècada del 2020
| Any                             | Títol original                  | Títol en català   | Director      | País |
| ------------------------------- | ------------------------------- | ----------------- | ------------- | ---- |
| 2020                            |                                 |                   |               |      |
| Gisaengchung                    | Paràsits                        | Bong Joon-ho      | Corea del Sud |      |
| Dolor y gloria                  | -                               | Pedro Almodóvar   | Espanya       |      |
| Le jeune Ahmed                  | El jove Ahmed                   | Germans Dardenne  | Bèlgica       |      |
| Joker                           | Joker                           | Todd Phillips     | Estats Units  |      |
| Lola vers la mer                | Lola                            | Laurent Micheli   | Bèlgica       |      |
| Once upon a time...in Hollywood | Once Upon a Time in Hollywood   | Quentin Tarantino | Estats Units  |      |
| Il traditore                    | Il traditore                    | Marco Bellocchio  | Itàlia        |      |
| 2021                            |                                 |                   |               |      |
| Druk                            | Una altra ronda                 | Thomas Vinterberg | Dinamarca     |      |
| 1917                            | 1917                            | Sam Mendes        | Regne Unit    |      |
| Boże Ciało                      | Corpus Christi                  | Jan Komasa        | Polònia       |      |
| Dark Waters                     | Aigües fosques                  | Todd Haynes       | Estats Units  |      |
| La virgen de agosto             | -                               | Jonás Trueba      | Espanya       |      |
| 2022                            |                                 |                   |               |      |
| The Father                      | El pare                         | Florian Zeller    | Regne Unit    |      |
| Hytti nro 6                     | Compartiment nº6                | Juho Kuosmanen    | Finlàndia     |      |
| Doraibu mai kā                  | Drive My Car                    | Ryūsuke Hamaguchi | Japó          |      |
| First Cow                       | -                               | Kelly Reichardt   | Estats Units  |      |
| Verdens verste menneske         | La pitjor persona del món       | Joachim Trier     | Noruega       |      |
| Metri shesh va nim              | -                               | Saeed Roustayi    | Iran          |      |
| Madres paralelas                | -                               | Pedro Almodóvar   | Espanya       |      |
| 2023                            |                                 |                   |               |      |
| As bestas                       | -                               | Rodrigo Sorogoyen | Espanya       |      |
| Close                           | Close                           | Lukas Dhont       | Bèlgica       |      |
| Walad min al Janna              | -                               | Tarik Saleh       | Suècia        |      |
| EO                              | IO                              | Jerzy Skolimowski | Polònia       |      |
| Triangle of Sadness             | El triangle de la tristesa      | Ruben Östlund     | Suècia        |      |
| 2024                            |                                 |                   |               |      |
| Simple comme Sylvain            | Simple comme Sylvain            | Monia Chokri      | Canadà        |      |
| Rapito                          | Rapito                          | Marco Bellocchio  | Itàlia        |      |
| Kuolleet lehdet                 | Fulles caigudes                 | Aki Kaurismäki    | Finlàndia     |      |
| Oppenheimer                     | -                               | Christopher Nolan | Estats Units  |      |
| Perfect Days                    | Perfect Days                    | Wim Wenders       | Japó          |      |
| 2025                            |                                 |                   |               |      |
| The zone of interest            | La zona d'interès               | Jonathan Glazer   | Regne Unit    |      |
| Les Graines du figuier sauvage  | La llavor de la figuera sagrada | Mohammad Rasoulof | Alemanya      |      |
| The Apprentice                  | -                               | Ali Abbasi        | Canadà        |      |
| The Substance                   | La substància                   | Coralie Fargeat   | Regne Unit    |      |
| Anora                           | -                               | Sean Baker        | Estats Units  |      |

## Estadístiques

### Per directors

#### Els més premiats
| Premis | Nom             | Anys             | Detalls        |
| ------ | --------------- | ---------------- | -------------- |
| 3      | Clint Eastwood  | 2004, 2006, 2010 | 6 nominacions  |
| 2      | Woody Allen     | 1980,1986        | 10 nominacions |
| 2      | Pedro Almodóvar | 1993, 2000       | 6 nominacions  |
| 2      | Ken Loach       | 1996,2017        | 4 nominacions  |
| 2      | David Lynch     | 1982,2002        | 2 nominacions  |
| 2      | Ettore Scola    | 1977,1978        | 2 nominacions  |

#### Els més nominats
| Nominacions | Nom              | Anys                                                       | Detalls   |
| ----------- | ---------------- | ---------------------------------------------------------- | --------- |
| 10          | Woody Allen      | 1978, 1980, 1986, 1987, 1992, 1993, 1994, 1998, 2006, 2014 | 2 premis  |
| 6           | Clint Eastwood   | 1989, 1996, 2004, 2006, 2010, 2011                         | 3 premis  |
| 6           | Pedro Almodóvar  | 1991,1993, 2000, 2007, 2020, 2022                          | 2 premis  |
| 6           | Germans Dardenne | 1997, 2009, 2012, 2015, 2017, 2020                         | Cap premi |
| 5           | Xavier Dolan     | 2010, 2011, 2013, 2015, 2017                               | 1 premi   |
| 5           | Steven Spielberg | 1982, 1983, 1995, 1999, 2003                               | Cap premi |
| 4           | Ken Loach        | 1994, 1996, 2013, 2017                                     | 2 premis  |
| 4           | Robert Altman    | 1976, 1979, 1993, 1995                                     | Cap premi |
| 4           | Wim Wenders      | 1978, 1985, 1988, 2024                                     | Cap premi |

### Per països

#### Els més premiats
| Premis | Pais         | Anys                                                                                          | Detalls         |
| ------ | ------------ | --------------------------------------------------------------------------------------------- | --------------- |
| 16     | Estats Units | 1976,1980, 1982, 1983, 1985, 1986, 1991, 2002, 2003, 2004, 2005, 2006, 2007, 2010, 2011, 2013 | 104 nominacions |
| 8      | Regne Unit   | 1988,1990, 1995, 1996, 1998, 2017, 2022, 2025                                                 | 27 nominacions  |
| 4      | Itàlia       | 1977,1978, 1979, 1999                                                                         | 18 nominacions  |
| 3      | Alemanya     | 1987,1989, 2008                                                                               | 13 nominacions  |
| 3      | Espanya      | 1993,2000,2023                                                                                | 12 nominacions  |
| 2      | Bèlgica      | 1992,2014                                                                                     | 22 nominacions  |
| 2      | Canadà       | 2015, 2024                                                                                    | 9 nominacions   |
| 2      | Japó         | 1981, 2019                                                                                    | 7 nominacions   |
| 2      | Dinamarca    | 1997, 2021                                                                                    | 6 nominacions   |

#### Els més nominats
| Nominacions | Anys         | Pais | Detalls   |
| ----------- | ------------ | --- | --------- |
| 104         | Estats Units | 1976 (2), 1977 (2), 1978, 1979 (2), 1980(3), 1981 (3), 1982 (2), 1983 (2), 1984, 1985 (2), 1986 (3), 1987 (3), 1988, 1989 (2), 1990 (2), 1991 (3), 1992 (4), 1993 (2), 1994, 1995 (3), 1996 (3), 1997, 1998, 1999 (2), 2000 (4), 2001, 2002 (3), 2003 (3), 2004 (3), 2005 (4), 2006 (3), 2007 (3), 2008, 2009 (3), 2010 (3), 2011 (3), 2012 (2), 2013, 2014 (2), 2015 (3), 2016, 2017, 2018 (2), 2019, 2020 (2), 2021, 2022, 2024, 2025 | 16 premis |
| 27          | Regne Unit   | 1983,1985, 1986, 1987, 1988, 1990, 1993 (2), 1994 (2), 1995, 1996, 1997, 1998 (3), 2001, 2004, 2007, 2010, 2012, 2013, 2017, 2021, 2022, 2025 (2) | 8 premis  |
| 22          | Bèlgica      | 1992,1997, 2009 (2), 2010, 2011, 2012, 2013 (2), 2014 (2), 2015, 2016 (2), 2017, 2018 (2), 2019 (2), 2020 (2), 2023 | 2 premis  |
| 18          | Itàlia       | 1977,1978 (2), 1979, 1988 (2), 1990, 1995, 1997, 1999, 2002, 2009, 2014, 2016 (2), 2019, 2020, 2024 | 4 premis  |
| 13          | Alemanya     | 1976,1978, 1980, 1982, 1985, 1987, 1988, 1989, 2008 (2), 2010, 2017, 2025 | 3 premis  |
| 12          | Espanya      | 1977,1984, 1991, 1993, 2000, 2006, 2007, 2014, 2020, 2021, 2022, 2023 | 3 premis  |